# Фонтан Шарля Бюльса
Фонтан Шарля Бюльса — камерный памятник скульптора Анри Ленарта в центре столицы Королевства Бельгия города Брюсселя. Посвящён Шарлю Бюльсу (1837—1914) — мэру Брюсселя конца XIX века. Фонтан открыт в 1987 году, к 150-летию со дня рождения деятеля.
Шарль Бюльс, управлявший Брюсселем с 1881 по 1899 год, остался в истории города заметной фигурой, добрую память о нём брюссельцы хранят до сих пор. Именно Бюльсу город обязан своим подлинным двуязычием — по его указанию полицейских города обязали говорить по-французски и по-голландски, а все указатели города были оформлены на двух языках. Важнейшая заслуга Шарля Бюльса — то, что он отстоял средневековый центр Брюсселя перед королём Леопольдом II, считавшим старый Брюссель городом дряхлым и провинциальным и желавшим полностью перестроить его на современный лад. Благодаря Бюльсу уцелела площадь Гран-Плас — ныне всемирно знаменитая «визитная карточка» Брюсселя и объект Всемирного наследия ЮНЕСКО.
Фонтан расположен под деревьями в центре небольшой треугольной площади недалеко от Центрального вокзала Брюсселя. Поблизости была ювелирная мастерская отца Шарля, в которой он работал в юности. Шарль Бюльс со своими знаменитыми усами сидит на каменной скамье, окружающей фонтан, прижимая к сердцу раскрытую книгу; так, что любой проходящий может присесть с ним рядом. Взгляд его направлен в сторону спасённой им Гран-Плас, до которой здесь пешком несколько минут. Небольшая собачка, положив лапы на колено мэра, играет рукавом его пальто. Внутри фонтана — среди 90 водных струй — бронзовые барельефы. Здесь можно увидеть фасады Гран-Плас, ворота Халлепорт, которые Бюльс тоже уберёг от сноса; яркие памятники Италии и Греции, где он путешествовал в юности, получая художественное образование.